# USS Sealion (SS-195)
USS Sealion (SS-195) là một  tàu ngầm lớp Sargo được Hải quân Hoa Kỳ chế tạo ngay trước Chiến tranh Thế giới thứ hai. Nó là chiếc tàu chiến đầu tiên của Hải quân Hoa Kỳ được đặt cái tên này, theo tên loài sư tử biển. Ngay lúc mở màn cuộc xung đột tại Thái Bình Dương, nó bị hư hại nặng do không kích bởi máy bay ném bom Nhật Bản trong khi được đại tu tại Xưởng hải quân Cavite, Philippines, nên cuối cùng phải tự đánh đắm ngoài khơi Cavite vào ngày 25 tháng 12, 1941.

## Thiết kế và chế tạo
Đặc tính của lớp Sargo hầu như tương tự với  Lớp Salmon dẫn trước, duy trì một tốc độ 21 hải lý trên giờ (39 km/h) để hoạt động phối hợp với các thiết giáp hạm trong đội hình hạm đội. Ngoài ra, tầm hoạt động 11.000 hải lý (20.000 km) cho phép chúng tuần tra đến tận vùng biển nhà Nhật Bản. Hệ thống động lực "tổng hợp" bao gồm bốn động cơ diesel, gồm hai chiếc vận hành trực tiếp trục chân vịt và hai chiếc để chạy máy phát điện dùng cho nạp ắc quy hay tăng tốc trên mặt nước.
Lớp Sargo có chiều dài 310 foot 6 inch (94,64 m), với trọng lượng choán nước khi nổi là 1.450 tấn Anh (1.470 t) và khi lặn là 2.350 tấn Anh (2.390 t). Chúng là lớp tàu ngầm đầu tiên được lắp đặt một kiểu ắc-quy a-xít chì mới "Kiểu Sargo" chịu đựng được hư hại trong chiến đấu nhờ lớp vỏ kép giúp ngăn ngừa việc rò rỉ acid sulfuric, có dung lượng nhỉnh hơn với 126 cell và điện áp danh định tăng lên 270 volt. Vũ khí trang bị chính gồm tám ống phóng ngư lôi 21 in (530 mm), gồm bốn ống trước mũi và bốn ống phía đuôi, một hải pháo 3 inch/50 caliber trên boong tàu và bốn súng máy M1919 Browning .30-caliber (7,62 mm).
Sealion được đặt lườn tại xưởng tàu của hãng Electric Boat Company ở Groton, Connecticut vào ngày 20 tháng 6, 1938. Nó được hạ thủy vào ngày 25 tháng 5, 1939, được đỡ đầu bởi bà Augusta K. Bloch, phu nhân Đô đốc Claude C. Bloch, Tổng tư lệnh Hạm đội Hoa Kỳ, và được cho nhập biên chế cùng Hải quân Hoa Kỳ vào ngày 27 tháng 11, 1939 dưới quyền chỉ huy của Hạm trưởng, Đại úy Hải quân Julian Knox Morrison, Jr.

## Lịch sử hoạt động
Sau khi hoàn tất việc chạy thử máy, Sealion được phần về Đội tàu ngầm 17 và chuẩn bị để được phái sang phục vụ tại Viễn Đông. Nó cùng đồng đội lên đường vào ngày 23 tháng 5, 1940, để đi sang quần đảo Philippine. Đi đến Cavite vào ngày 30 tháng 11, nó thực hành huấn luyện trong thành phần Hạm đội Á Châu tại khu vực từ Luzon cho đến quần đảo Sulu. Nó cùng với tàu ngầm chị em Seadragon (SS-194) bắt đầu một đợt đại tu tại Xưởng hải quân Cavite từ ngày 8 tháng 12, 1941 (7 tháng 12 bên kia Đường đổi ngày quốc tế), đúng vào ngày Hải quân Đế Quốc Nhật Bản bất ngờ tấn công căn cứ Trân Châu Cảng, khiến chiến tranh bùng nổ tại Mặt trận Thái Bình Dương.
Hai ngày sau đó 10 tháng 12, Sealion cùng với Seadragon đang neo đậu với nhau tại xưởng tàu Cavite khi bị máy bay đối phương tấn công, và Sealion trúng hai quả bom. Quả thứ nhất trúng phía sau tháp chỉ huy và phát nổ bên ngoài tàu bên trên phòng điều khiển. Quả thứ hai xuyên qua một thùng dằn khiến lườn chịu áp lực bị nổ tung ở phòng động cơ phía sau, và đã khiến bốn thủy thủ tử trận. Sealion bị ngập nước, nghiêng 15 độ sang mạn phải và đắm phần đuôi. Xưởng tàu Cavite cũng bị phá hủy trong đợt không kích khiến không thể sửa chữa con tàu, nên Lực lượng Tàu ngầm Hạm đội Á Châu ra lệnh đánh đắm tàu. Mọi thiết bị quan trọng được tháo dỡ, và mìn sâu được cài đặt bên trong tàu. Sealion bị phá hủy vào ngày 25 tháng 12 để tránh lọt vào tay đối phương.

## Phần thưởng
|  |  |  |
|  |  |  |

| Dãi băng Hoạt động Tác chiến  |                                               |                                      |
| Huân chương Chiến dịch Hoa Kỳ | Huân chương Chiến dịch Châu Á-Thái Bình Dương | Huân chương Chiến thắng Thế Chiến II |